# Schwerte
Schwerte település Németországban, azon belül Észak-Rajna-Vesztfália tartományban. Lakosainak száma 46 571 fő (2023. december 31.). Schwerte Dortmund és Holzwickede községekkel határos.

## Népesség
A település népességének változása:
| Lakosok száma | 45 724 | 46 641 | 46 340 | 46 240 | 46 658 | 46 571 |
|               | 1975   | 2017   | 2019   | 2021   | 2022   | 2023   |